# 頓內茨克州立學術戲劇院
頓內次克州學院戲劇院（羅馬化：Donetskyi akadamichnyi oblasnyi dramatychnyi teatr），舊名頓內次克地區戲劇院，是位於烏克蘭頓內次克州馬里烏波爾的戲劇院，首建於1887年，現址建於1960年，於2022年3月16日（俄羅斯入侵烏克蘭期間）遭俄軍轟炸摧毀。

## 歷史
1847年馬里烏波爾首次有劇團成立，1887年開設可容納800人的劇院。1959年劇院獲得頓內次克州州立劇院地位。1960年在抹大拉的馬利亞教堂原址建立了新劇院。2007年頓內次克州學院戲劇院獲得「學院劇院」頭銜。

### 俄羅斯入侵烏克蘭
在俄軍圍困馬里烏波爾的马里乌波尔围城战期間，該戲劇院遭俄軍空襲，導致大部分毀損。當時數百位居民在劇院的防空避難室躲避空襲，轟炸前的衛星影響顯示劇院前方空地上寫有（俄語的「兒童」），但仍未能阻止俄機空襲。空襲使建築結構倒塌，堵住避難室出口，阻礙救援進行。美联社估计，此次空襲至少造成600人死亡。
轟炸隔日，義大利文化部長佛蘭契斯奇尼表示，義大利政府願意提供協助，重建劇院。

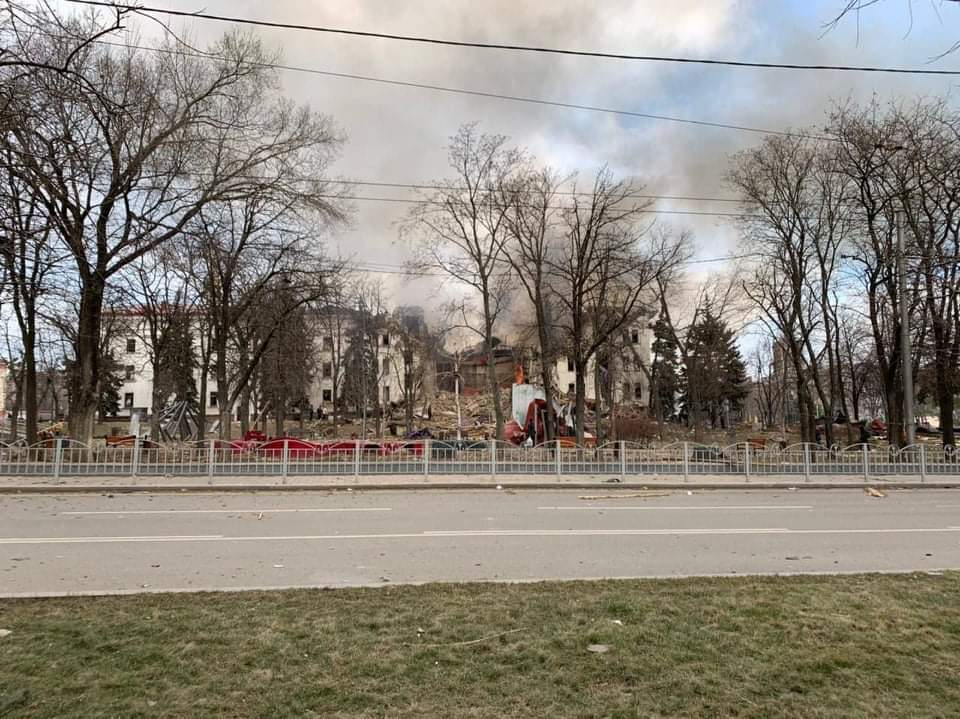
轟炸過後的劇院